# Rafiq Babajew

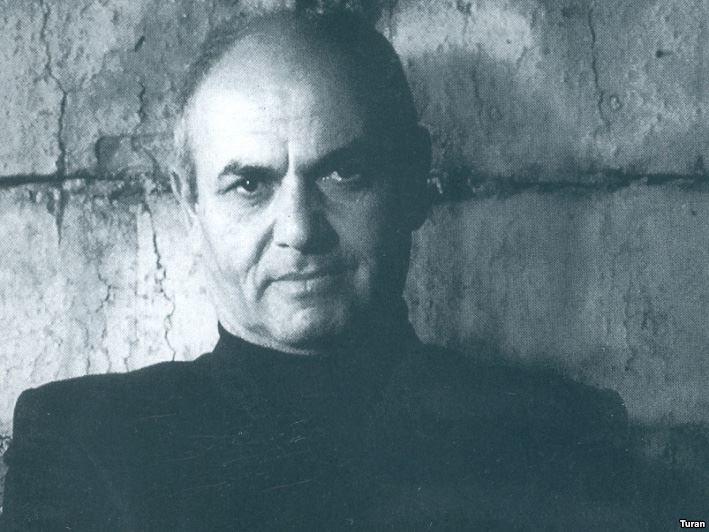
Rafiq Babajew

Rafiq Babajew, auch Rafiq Farzi, englische Transkription Rafig Babayev, (* 31. März 1937 in Baku; † 19. März 1994 ebenda) war ein aserbaidschanischer Pianist, Arrangeur, Bandleader und Komponist des Jazz.
Babajew wuchs in Armut auf, aufgezogen von seiner Mutter, da sein Vater Farzi Babajew 1937 Opfer stalinistischer Säuberungen wurde (er wurde 1956 nach Stalins Tod rehabilitiert). Seine Mutter Shakhbegim khanum sorgte trotz der Armut für eine musikalische Ausbildung. Er und drei seiner Geschwister (ein Bruder, drei Schwestern) wurden Musiker, Babajew selbst besuchte eine Spezialschule für Musik und 1950 bis 1954 die Asəf Zeynallı Musikschule in Baku, an der er Klavier bei P. S. Levina studierte. Er spielte nebenbei Jazz (und auch eines seiner Stücke auf der Abschlussprüfung 1954 war von Bill Evans) und machte 1959 seinen Abschluss am Staatlichen Konservatorium in Baku. Er tourte mit seiner Jazzband in der Sowjetunion und wurde 1966 auf Einladung des Sängers Rəşid Behbudov musikalischer Leiter eines von diesem gegründeten Musiktheaters in Baku. 1966 und 1967 nahm er am Jazz Festival in Tallinn teil, wo er eigene Kompositionen spielte, mit seiner Mischung von aserbaidschanischer Volksmusik (Mugham) und Jazz großen Anklang fand und 1967 einen Preis erhielt. 1984 wurde er künstlerischer Leiter und Dirigent des Estrada Rundfunk- und Fernsehorchesters in Baku. Außerdem leitete er weiter Jazzensembles, zusammengestellt aus Musikern seines Orchesters, organisierte Wettbewerbe, Konzerte und Festivals und war in der Nachwuchsausbildung tätig. 1991 gründete er die Folkjazz-Band Jangi und gründete ein eigenes Aufnahmestudio. Mit seiner Band trat er noch 1993 im Raum Los Angeles und San Francisco auf. Er arbeitete viel als Studiomusiker, unter anderem für zahlreiche Filme in Aserbaidschan.
1994 wurde er Opfer einer der U-Bahn-Anschläge in Baku, die armenischen Extremisten zugeschrieben wurden. Eine ferngezündete Bombe unter einem Sitz der Metro verursachte eine Explosion mit 14 Toten und 49 Verwundeten, darunter auch Babajew, der in der Nähe arbeitete.
1978 wurde er Geehrter Künstler von Aserbaidschan und 1993 wurde er Volkskünstler von Aserbaidschan.